# بيري خلد الماء
خلد الماء بيري والمعروف أيضًا باسم إيجنت بي أو بيري فقط، هو خلد ماء خيالي ذو قدمين ظهر في سلسلة الرسوم المتحركة الأمريكية «قانون فينياس وفيرب وميلو مورفي». صنع هذا المسلسل كل من دان بوفنمبير وجيف سوامبي مارش. عُرض أول مرة مع أغلبية الممثلين الرئيسيين في الحلقة التجريبية (Roller Coaster). ظهر بيري في كل حلقات البرنامج نجم مؤامرة جنبًا إلى جنب مع خصمه الدكتور هاينز دوفينشميرتز. تكون شخصية بيري صامتة دائمًا، الصوت الوحيد الذي يظهره هو صوت المنقار، الذي يؤديه دي برادلي بيكر.
بيري هو الحيوان الوحيد لعائلة فلين فليتشر، يراه أصحابه طائشًا وأليفًا. ومع ذلك فإنه يعيش حياة مزدوجة بطريقة سرية عضوًا في منظمة تجسس خاصة بالحيوانات. هناك العديد من المداخل للمخبأ تحت الأرض وفي جميع أنحاء المنزل من ضمنها جانب المنزل وأهمها الشجرة التي يجلس فيها أصحابها في الفناء الخلفي والعديد من الأماكن الأخرى التي تكون بعيدة عن أنظار الأسرة. وقد تبين أيضًا أن بيري لديه مداخل أخرى في هاواي ولندن وجنوب داكوتا. كان يخوض حروبًا دائمة مع دكتور هاينز دوفينشمرتز، عالم شرير كان يريد الاستيلاء على منطقة (Tri-state) بأدوات غامضة أو (inators) التي تعمل عملًا مثاليًا وفقًا لوظيفته لكنه دائمًا ما يفشل في تطبيقها. صُنع بيري من خلد الماء بسبب المظهر المذهل لخلد الماء ونقص المعرفة العامة به، التي سمحت للكاتب باختراع أشياء عن هذا النوع. كان الاستقبال النقدي للشخصية من المحترفين والمعجبين إيجابيًا غالبًا. روج للشخصية بواسطة الدمى من القطيفة والقمصان والألعاب الخشبية وكتب التلوين، إلى جانب ظهورها في الأدب ولعبة فيديو لنينتندو دي إس عام 2009.

## الاستقبال
لقد أعجب المعجبين والنقاد بشخصية بيري. كتبت شينثيا ليتلتون من مجلة فاريتي وهي نجمة مشهورة على قناة ديزني تون من «فينس وفيرب». وصفته سوزان ستيوارت كاتبة في مجلة نيويورك تايمز بأنه مقدام، وقال جين يو العضو الصحفي في قناة ديزني أن بيري لطيف ويجعل جيمس بوند يبدو غير محترف، آرون إتش باينوم من انيميتر انسايدر رأى أنه واثق جدًا، ولقد أعلن كارلي إتش من شركة (Scholastic, Inc) «أنه رائع للغاية»، وأيضًا وصف جوش جاكسون محرر في شركة باست أن العلاقة بين بيري ودوفينشميرتز مثالية.
علق بعض المراجعين سلبيًا على بيري وحبكته، إذ عدته شيري روبنسون من جريدة سانت بطرسبرغ تايمز رائعًا للغاية. أما كيفن ماكدونو من سن كوست توداي فلقد وصفه بأنه معقد وليس له صلة ببقية المسلسل، وقال إنه غير متيقن مما قد يحققه هذا، باستثناء إضافة ضوضاء الانفجارات إلى الضجيج المستمر بالفعل من الغناء والصراخ. إد ليو من تون زون يشعر أنه محير جدًا ما يفعله العميل السري بيري في البرنامج في المقام الأول، ويعد ليو أن حبكته هي نوع من رمي كل شي على الحائط ليرى ما الذي سيعلق. ويقول أيضًا ان العديد من الحلقات السابقة من البرنامج لا تنجح في القيام بعمل جيد بالموازنة بين الحبكة الفرعية والرئيسية.
ترشح بيري سنة 2014 لجائزة Nickelodeon Kids' Choice Award تحت فئة أفضل حيوان صديق متحرك.